# Árabe omani
O árabe omanense, árabe omani ou ainda árabe omani hadari, é uma variante de árabe falado nas montanhas Hajar de Omã e em algumas regiões costeiras vizinhas.
Pertencente ao ramo do árabe peninsular, é o dialeto árabe mais oriental. Usado para comunicações diárias, não possui status oficial, este reservado ao árabe moderno padrão para fins oficiais, educacionais, comerciais e midiáticos. 
Foi falado anteriormente por colonos no Quênia e na Tanzânia, mas hoje em dia continua sendo falado principalmente na ilha de Zanzibar.
A variante omanense pode ser dividida em outros dois dialetos principais: o árabe dofari e o árabe shihhi.